# Sara Banzet
Sara Banzet (Belmont (Bajo Rin), 8 de julio de 1745 - Belmont, 24 de abril de 1774) fue una diarista y educadora francesa. Fue pionera en su campo, ya que fue la fundadora de las guarderías en Francia. Asimismo, su diario se conserva como un documento histórico relevante de la Francia de su época.